# The Breakthrough
The Breakthrough is het achtste studioalbum van de Amerikaanse zangeres Mary J. Blige. Het album kwam binnen op de eerste plaats in de Billboard Top 200. In de eerste week werden er al rond de 730.00 albums verkocht. Nog nooit eerder had een vrouwelijke artiest zo veel albums verkocht in de week van release. Dit record werd later verbroken door Alicia Keys met haar album As I Am.
Dit album was haar grote comeback en behaalde de platina status in Nederland. Op het album staan de singles "MJB Da MVP" en "Be Without You". "Be Without You" deed het goed in de Nederlandse hitlijsten en behaalde de Top 10. De tweede single "One" met U2 was een van de grootste hits van 2006 en stond op nr. 2 in de Nederlandse hitlijsten.
De singles "Enough Cryin" en "Take Me As I Am" deden het niet goed in Nederland, maar waren enorm populair binnen het r&b-genre.
Mary J. Blige won 3 Grammy Awards voor The Breakthrough, waaronder Beste r&b-album van 2006. Tijdens de Grammy uitreiking gaf ze een uitvoering van "Be Without You". Ze eindigde haar optreden met een stukje van de soul-klassieker "Stay With Me" en werd beloond met een staande ovatie.

## Tracklisting
1. "No One Will Do"
2. "Enough Cryin'"
3. "About You" (ft. Will.I.Am)
4. "Be Without You"
5. "Gonna Breakthrough"
6. "Good Woman Down"
7. "Take Me As I Am"
8. "Baggage"
9. "Can't Hide From Luv"
10. "MJB Da MVP"
11. "Can't Get Enough"
12. "Ain't Really Love"
13. "I Found My Everything" (ft. Raphael Saadiq)
14. "Father In You"
15. "Alone" (ft. Dave Young)
16. "One" (ft. U2)
17. "Show Love" (US Bonus Track)
18. "So Lady" (UK Bonus Track)